# Polystichum laniceps
Polystichum laniceps är en träjonväxtart som beskrevs av Eduard Rosenstock. Polystichum laniceps ingår i släktet Polystichum och familjen Dryopteridaceae. Inga underarter finns listade.